# Cymothoe trimeni
Cymothoe trimeni är en fjärilsart som beskrevs av Aurivillius 1912. Cymothoe trimeni ingår i släktet Cymothoe och familjen praktfjärilar. Inga underarter finns listade i Catalogue of Life.